# De hvide søstre
De hvide søstre er en dansk dokumentarfilm fra 1992 med instruktion og manuskript af Katrine Nyholm.

## Handling
Hvad søger du?, spørger priorinden den unge kvinde, før hun træder ind i klosterlivet. Det er dette eksistentielle spørgsmål, seerne konfronteres med i filmen. Videofilmen er optaget blandt dominikanerne i Oslo i vinteren 1992 og tematiserer modsætningen mellem klosterlivets fred og storbyens kaotiske virkelighed.